# Effet de domination asymétrique
En marketing, l'effet de leurre (ou l'effet d'attraction ou l'effet de domination asymétrique) est le phénomène par lequel les consommateurs ont tendance à avoir un changement spécifique de préférence entre deux options lorsqu'on leur présente une troisième option étant asymétriquement dominée. Une option est asymétriquement dominée lorsqu'elle est inférieure à tous égards à une option; mais, comparée avec une autre option, elle est inférieure sur certains points, supérieure sur d'autres. En d'autres termes, en matière d'attributs spécifiques à la détermination des préférences, elle est complètement dominée par (c'est-à-dire inférieure à) une option et seulement partiellement dominée par l'autre. Lorsqu'une option asymétriquement dominée est présente, un pourcentage plus élevé de consommateurs préfèrent davantage l'option dominante que lorsque l'option asymétriquement dominée est absente. L'option asymétriquement dominée est donc un leurre servant à augmenter la préférence pour l'option dominante. L'effet de leurre est également un exemple de la violation de l'axiome de l'indépendance des alternatives non pertinentes de la théorie de la décision.

## Exemple
Prenons une situation où il s'agit de faire un choix entre (options à choisir dans un menu) des lecteurs MP3. Les consommateurs verront en général une capacité de stockage plus haute et des prix plus bas comme des attributs positifs. Mais certains accorderont plus d'importance au fait d'avoir un lecteur qui peut stocker beaucoup de chansons, tandis que d'autres chercheront davantage un lecteur qui coûte peu cher. Dans la proposition de choix 1, les deux appareils sont disponibles : 
|          | A     | B     |
| -------- | ----- | ----- |
| prix     | 400 € | 300 € |
| stockage | 30 Go | 20 Go |

Dans ce cas, certains consommateurs préféreront A pour sa plus grande capacité de stockage, tandis que d'autres préféreront B pour son prix inférieur.
Supposons maintenant qu'un nouveau lecteur, C, le "leurre", est ajouté sur le marché; il est plus cher que A, la "cible", et B, le "concurrent", et a plus d'espace de stockage que B , mais moins que A :
|          | A (cible) | B (concurrent) | C (leurre) |
| -------- | --------- | -------------- | ---------- |
| prix     | 400 €     | 300 €          | 450 €      |
| stockage | 30 Go     | 20 Go          | 25 Go      |

L'ajout du leurre C — que les consommateurs éviteraient probablement, étant donné qu'un prix plus bas peut être payé pour un modèle avec plus de stockage — fait que A, l'option dominante, sera plus choisie que dans la proposition de choix 1. C affecte en effet les préférences des consommateurs en agissant comme une base de comparaison pour A et B. Parce que A est mieux que C sur tous les points, alors que B n'est que partiellement mieux que C, davantage de consommateurs préfèrent maintenant A. C est donc un leurre, dont le seul but est d'augmenter les ventes A.
Inversement, supposons qu'au lieu de C on introduise un lecteur D avec moins d'espace de stockage que A et B, et qui soit plus cher que B mais pas aussi cher que A :
|          | A (concurrent) | B (cible) | D (leurre) |
| -------- | -------------- | --------- | ---------- |
| prix     | 400 €          | 300 €     | 350 €      |
| stockage | 30 Go          | 20 Go     | 15 Go      |

Ici, le résultat est similaire : les consommateurs ne préfèrent pas D, car il n'est pas aussi bon que B en tout point. Cependant, alors que C accroît la préférence pour A, D a l'effet inverse, l'augmentation de la préférence pour B.

## Mesure
L'effet de leurre est généralement mesuré en comparant la fréquence de choix de la cible A en l'absence du leurre C, par rapport à quand le leurre est présent parmi les choix possibles. L'effet de leurre peut également être mesuré en regardant combien un consommateur est prêt à payer en plus pour choisir la cible plutôt que le concurrent.

## Débat
Le débat sur l'existence et la pertinence de l'effet d'attraction a été récemment renouvelé. De nouvelles recherches montrent que l'effet de leurre n'apparaît pas dans des scénarios d'achat réels, par exemple lorsque des options sont présentées sous forme graphique, ou lorsque la cible et le concurrent n'ont pas exactement la même valeur,,.
Les auteurs ont dû souligner une fois encore que l'effet d'attraction se produit uniquement si le consommateur est proche de l'indifférence entre la cible et le concurrent, si les deux dimensions du produits (dans notre exemple, le prix et la capacité de stockage) sont aussi importants les unes que les autres pour le consommateur, si le leurre n'est pas trop indésirable, et si la relation de dominance est facile à identifier. Une étude récente a en effet confirmé que l'effet d'attraction persiste lorsque les options sont présentées graphiquement, c'est-à-dire comme des nuages de points.